# Thomas Reid
Thomas Reid [ejtsd: ríd] (Strachan, 1710. április 26. – Glasgow, 1796. október 7.) skót filozófus.

## Élete
1737 és 1752 között lelkész volt New Macharban, 1752-től 1763-ig tanár a Kings College-en Aberdeenben, 1763-tól 1787-ig a morálfilozófia tanára Glasgowban, azután visszavonult a tanítástól. Megalapítója az úgynevezett józan ész (common sense) filozófiájának. Nézeteit később főleg William Hamilton terjesztette, aki Kant-féle nézetekkel elegyítette őket. Reid körül egész iskola keletkezett, az úgynevezett skót iskola: Beattie, Dugald Stewart, Thomas Brown, James Oswald, James Mackintosh. Franciaországban Royer Collard ismertette és Jouffroy lefordította műveit. Fő műve: An inquiry into the human mind on the principle of common sense (1705). Összes műveit kiadta D. Stewart (4 kötet, 1804) és Hamilton (6. kiadás 1863, 2 kötet).

## Magyarul
- Értekezések az ember aktív erőiről; ford. Fehér Ferenc; in: Brit moralisták a XVIII. században; vál., jegyz. Márkus György, utószó Ludassy Mária, ford. Fehér Ferenc, Bernard Mandeville ford. Tótfalusi István; Gondolat, Bp., 1977 (Etikai gondolkodók)
- Tanulmányok az ember aktív képességeiről; in: A skót felvilágosodás. Morálfilozófiai szöveggyűjtemény; vál., szerk. utószó Horkay Hörcher Ferenc, ford. Babarczy Eszter et al.; Osiris, Bp., 1996 (Osiris könyvtár. Politikai gondolkodók)